# Кристоф Фугер граф фон Кирхберг-Вайсенхорн
Кристоф Фугер фон Кирхберг-Вайсенхорн (на немски: Christoph Fugger Graf zu Kirchberg und Weissenhorn; * 15 март 1582; † 1636 в Минделхайм) от фамилията Фугер е граф на Кирхберг-Вайсенхорн.
Той е син на търговеца фрайхер Октавиан Секундус Фугер (1549 – 1600) и съпругата му Мария Якобея Фугер фон Кирхберг-Вайсенхорн (1562 – 1588), дъщеря на фрайхер Ханс Фугер фон Кирхберг-Вайсенхорн († 1598) и Елизабет Нотхафт († 1582). Внук е на хуманиста граф Георг Фугер фон Кирхберг и Вайсенхорн (1518 – 1569/1579) и Урсула фон Лихтенщайн († 1573). Майка му е сестра на Кристоф Фугер фон Кирхберг-Вайсенхорн (1566 – 1615), господар на Кирххайм-Гльот, и Якоб Фугер (1567 – 1626), епископ на Констанц (1604 – 1626). През 1594 – 1600 г. баща му е главен кмет на Аугсбург.
През 1591 г. дядо му Ханс Фугер фон Кирхберг-Вайсенхорн купува господството Минделхеим и през 1598 г. го преписва на син си Кристоф Фугер. Обаче през 1616 г. курфюрст Максимилиан I от Бавария завладява Минделхайм.
Кристоф Фугер умира на 53 години през 1636 г. в Минделхайм и е погребан там.

## Фамилия
Кристоф Фугер фон Кирхберг-Вайсенхорн се жени на 9 ноември 1608 г. за първата си братовчедка Анна Катарина Фугер (* декември 1584, Инсбрук; † 1635, Минделхайм), дъщеря на чичо му Раймунд Фугер, господар на Бранденбург и Обенхаузен (1553 – 1606) и Юлиана фон Хойдорф (1559 – 1611). Анна Катарина Фугер е внучка на дядо му граф Георг Фугер фон Кирхберг и Вайсенхорн (1518 – 1569/1579) и Урсула фон Лихтенщайн († 1573). Те имат една дъщеря: 
- Мария Фугер фон Кирхберг-Вайсенхорн (* 6 август 1611), омъжена с Клеменс Скрибани